# Röstkartoffeln
Le Röstkartoffeln (la parola significa patate arrosto) sono una ricetta tipica della zona del Tirolo storico (oggi quindi della cucina altoatesina e trentina), che consiste in patate lesse, tagliate a fette e ripassate in padella nel burro insieme a cipolle e insaporite con vari aromi, (pepe, maggiorana, erba cipollina, cumino, eccetera).
Si tratta di una ricetta molto simile al Rösti svizzero, che da queste si differenzia perché impiega patate crude grattugiate (analogamente al tortèl della Valle di Non). Vengono generalmente servite come contorno ai piatti di carne, oppure accompagnate con uova all'occhio di bue o pancetta abbrustolita.